# 小島文八
小島 文八（こじま ぶんぱち、1879年（明治12年）12月14日 - 1937年（昭和12年）9月23日）は戦前日本の雑誌編集者、軍人、南洋開拓者。シャトーブリアン『哀調』の訳者。
東京外国語学校でフランス文学を専攻し、卒業後『婦人界』主筆を務めた。日露戦争においては松山俘虜所に勤務、終戦後は職を転々とし、西沢島等の南洋事業に関わった。

## 生涯

### 学生時代
1879年（明治12年）12月14日、静岡県静岡裏一番町に陸軍士官小島好問の子として生まれた。なお、生誕時父はフランスに留学していた。
1894年（明治27年）4月明治議会中学2年に編入、1896年（明治29年）4月父が呉に転任した頃塩谷青山塾に預けられ、そこから中学に通った。中学時代は北村透谷、ワーズワースに傾倒し、1897年（明治30年）4月島田三郎が結成した社会問題研究会に参加し、吉丸一昌と知り合った。
1898年（明治31年）3月中学を卒業し、9月東京外国語学校仏文科に一期生として入学した。父の勧めで幹部候補生を志望し、成人を待って1900年（明治33年）1月から12月まで近衛師団麻布聯隊に入隊した。復学後巌谷春生と知り合い、木曜会に入会した。
1902年（明治35年）7月一年遅れで外語学校を卒業した。11月シャトーブリアン『ルネ』を『哀調』と題して翻訳したが、当時はロシア文学が流行しており、余り注目されなかった。
卒業後は東京帝国大学仏文科への進学を志望したが、9月欧州から帰国した父に反対され、12月三井物産大阪支店調査部に就職し、世界の教育史調査を担当した。

### 『婦人界』主筆
1903年（明治36年）春、来阪した国木田独歩に仕事の不満を告げると、女性雑誌『婦人界』主筆の誘いを受けて帰京、父からは勘当を受けたため、飯田橋旅館に下宿した。時代はロマン主義の只中にあり、女性誌主筆となった文八には読者からの求婚が殺到したため、身を固めるため1904年（明治37年）1月から成女学校で国語を教え、四年生の朝倉かねと婚約した。

### 俘虜収容所
日露戦争が始まると、叔父藤堂紫朗の計らいで情報局に配属され、6月松山旅団司令部附として松山俘虜収容所に赴任した。1904年（明治37年）8月収容された通信員タゲーエフと文学について語り合い、トルストイの人道主義を理想として郡中旅行を企画したほか、ロシア帝国によって祖国を逐われたポーランド人ロマンドスキーの収容所視察に影響され、ポーランド人捕虜にポーランド語の教育を施すことを企画した。戦争激化につれ人道主義の限界を感じていたところ、西本願寺日高某に渡された清沢満之の著書に感銘を受け、仏教に傾倒した。
捕虜の増大に伴い、名古屋師団司令部附として名古屋派遣され、名古屋俘虜収容所開設に携わった。
1906年（明治39年）春の捕虜送還を終えて除隊となり、5月頃伯父大越成徳の日英シンジケート設立を手伝ったが、間もなく中止となった。

### 南洋事業
1907年（明治40年）春台湾旅行中、基隆の豪商西沢吉治に出会った。満州安東県に父を訪ね、秋に南満州鉄道沿線調査を行った後、西沢商店神戸支店に勤め、10月半ば東沙諸島の無人島に渡り、西沢島経営のため視察を行った。帰国後、神戸支店、長崎支店に移り、8月長崎支店長となったが、1908年（明治41年）11月高平・ルート協定により西沢島は清国領土とされ、次いで西沢吉治も死去し、退社した。
1909年（明治42年）6月祖山鐘三の『実業之天地』創刊を助けて印刷を担当した。次号は出なかったものの、その時知り合った秀英社社長の紹介で、年12月東洋移民会社業務代理人としてボーキサイト採掘移民を連れて仏領ニューカレドニア島に渡った。
1910年（明治43年）父が帰国して藤枝に隠棲したため、その敷地内に引越し農村生活を夢みたが、挫折した。
渋川玄二の紹介で東京朝日新聞社社会部に勤めたが、間もなく退社した。和田瑞が大倉喜八郎の依頼で揚子江に行くことを聞き、野村岩蔵と同行、単身帰国した。
1912年（明治45年）池田旭の勧めで三五公司に入社し、マレー半島のゴム植林事業のためジョホール王国バトパハに赴任した。
1915年（大正4年）頃、総支配人木村大介が赴任し、1917年（大正6年）12月木村大介の推薦で南洋ゴムのスマトラ島でのゴム園事業を任され、1918年（大正7年）暮帰国し、本郷区吉祥寺境内に住んで東京本社に勤務したが、1919年（大正8年）4月社長が死去したため退社した。父の遺産と退職金を元に、在京のままシンガポールにゴム会社を設立したが、1920年（大正9年）戦後恐慌によりゴム価が暴落し、解散した。
1920年（大正9年）から1921年（大正10年）の間、自叙伝「生命の廃墟」を著した。
1937年（昭和12年）9月23日死去。ホイットマンの詩を誦しながら息を引き取ったという。

## 家族
- 父：小島好問 - 陸軍工兵将校。
- 母：幾久 - 江戸幕府蔵奉行大越貞五郎娘[38]。大越成徳の妹
- 妻：かね - 旧旗本家朝倉景安七女。1905年（明治38年）5月23日結婚[39]。
- 養子：良男 - ロシア語学者藤堂紫朗三男。1914年（大正3年）縁組[40]。